# الجديدة (المقاطرة)

تعديل مصدري - تعديل

الجديدة هي إحدى قرى عزلة زعازع بمديرية المقاطرة التابعة لمحافظة لحج، بلغ تعداد سكانها 462 نسمة حسب تعداد اليمن لعام 2004.